# DéFI
DéFI – Démocrate Fédéraliste Indépendant – francuskojęzyczna partia działająca na terenie Belgii z siedzibą w Brukseli. Do 2010 działała pod nazwą Demokratyczny Front Frankofonów (fr. Front Démocratique des Francophones), następnie do 2015 pod nazwą Frankofońscy Demokratyczni Federaliści (fr. Fédéralistes Démocrates Francophones, FDF).

## Historia
Ugrupowanie działa przede wszystkim na terenie Regionu Stołecznego Brukseli oraz w gminach należących do prowincji Regionu Flamandzkiego, a posiadających znaczącą liczbę francuskojęzycznych mieszkańców (głównie w Brabancji Flamandzkiej). Utworzyło także swoje oddziały na obszarze Walonii (m.in. w Liège).
FDF powstał 11 maja 1964. Największym poparciem społecznym (ok. 10%) cieszył się w pierwszej połowie lat 70. W tym okresie w Izbie Reprezentantów posiadał do 25 posłów. Od tego czasu wyniki wyborcze ugrupowania były coraz słabsze, w 1985, 1987 i 1991 partia wprowadzała tylko po trzech deputowanych. Między 1977 a 1980 Demokratyczny Front Frankofonów wchodził w skład koalicji rządowych wspierających gabinety Leo Tindemansa i Wilfrieda Martensa. W 1995 na jego czele stanął Olivier Maingain, który zawiązał ścisłą współpracę FDF z Partią Reformatorsko-Liberalną. Obie formacje wspólnie startowały w kolejnych wyborach, a w 2002 wraz z innymi podmiotami współtworzyły federację Ruch Reformatorski. W 2011 partia w trakcie kryzysu politycznego związanego z tworzeniem nowego rządu zdecydowała się opuścić federację. W 2014 i 2019 z własnej listy uzyskiwała po dwa mandaty poselskie w niższej izbie federalnego parlamentu. W 2024 partia wprowadziła do Izby Reprezentantów jednego przedstawiciela.

## Przewodniczący
- 1964–1967: Paul Brien
- 1967–1972: Albert Peeters
- 1972–1975: André Lagasse
- 1975–1977: Léon Defosset
- 1977–1983: Antoinette Spaak
- 1983–1984: Lucien Outers
- 1984–1995: Georges Clerfayt
- 1995–2019: Olivier Maingain[6]
- 2019–2024: François De Smet
- od 2024: Sophie Rohonyi[7]